# Maria Helena Stollenwerk
Maria Helena Stollenwerk (Rollesbroich, 28 novembre 1852 – Steyl, 3 febbraio 1900) è stata una religiosa tedesca, cofondatrice (insieme ad Arnold Janssen e a Josepha Hendrina Stenmanns) delle congregazione della Serve dello Spirito Santo (oggi Missionarie Serve dello Spirito Santo e Suore Serve dello Spirito Santo dell'Adorazione Perpetua).
Nel 1995 è stata beatificata da papa Giovanni Paolo II.
La sua memoria liturgica è il 3 febbraio.